# Basil Williams
Pour les articles homonymes, voir Williams.
Basil John Williams, né le 11 mars 1891 à Buenos Aires et mort en 1951 dans le comté de Surrey, est un patineur artistique britannique.
Il est médaillé de bronze avec Phyllis Johnson aux Jeux olympiques d'été de 1920.

## Palmarès

### En individuel
| Compétition | 1912 | 1913 | 1914 | 1915 | 1916 | 1917 | 1918 | 1919 | 1920 |
| Jeux olympiques d'hiver | X    |      |      |      | JA   |      |      |      | 7e   |
| Championnats du monde |      |      |      | CA   | CA   | CA   | CA   | CA   | CA   |
| Championnats d'Europe |      |      |      | CA   | CA   | CA   | CA   | CA   | CA   |
| Championnats de Grande-Bretagne | 2e   | 1er  |      | CA   | CA   | CA   | CA   | CA   | CA   |
| Légende : X = Pas de patinage artistique aux Jeux olympiques d'été de 1912 ; JA = Jeux olympiques d'été annulés ; CA = Championnats annulés |      |      |      |      |      |      |      |      |      |

### En couple artistique
Avec deux partenaires :
- Edna Harrison (1 saison : 1912)
- Phyllis Johnson (1 saison : 1920)

| Compétition | 1912 | 1913 | 1914 | 1915 | 1916 | 1917 | 1918 | 1919 | 1920 |
| Jeux olympiques d'hiver | X    |      |      |      | JA   |      |      |      | 3e   |
| Championnats du monde | 6e   |      |      | CA   | CA   | CA   | CA   | CA   | CA   |
| Championnats de Grande-Bretagne |      |      |      | CA   | CA   | CA   | CA   | CA   | CA   |
| Légende : X = Pas de patinage artistique aux Jeux olympiques d'été de 1912 ; JA = Jeux olympiques d'été annulés ; CA = Championnats annulés |      |      |      |      |      |      |      |      |      |